# Anypodetus londti
Anypodetus londti (лат.) — вид ктырей рода Anypodetus из подсемейства Laphriinae. Южная Африка. Этот вид назван в честь крупного южноафриканского диптеролога Джейсона Г. Х. Лондта (Jason G.H. Londt, Natal Museum, Питермарицбург, ЮАР) в ознаменование его карьеры и в честь его 80-летия: «Джейсон, без сомнения, является самым знающим таксономистом по афротропическим ктырям, как в настоящее время, так и в прошлом».

## Распространение
Южная Африка: Зимбабве, Мозамбик.

## Описание
Мухи среднего размера, дли на крыла самца 4,6—5,6 мм, (самки неизвестны). Этот вид отличается от близких видов мистаксом самца с очень длинными белыми, плотно расположенными, дорсо-вентрально уплощёнными макрощетинками и длинными чёрными медиальными макрощетинками на брюшных тергитах 2—6. Пульвиллы отсутствуют, скапус с длинными макрощетинками. Известен только из двух мест в южном Мозамбике и северо-западном Зимбабве. Редко собираемый вид, известный только по двум музейным экземплярам (оба самцы), собранным в 1938 и 1964 годах. Этот вид не встречается ни в одном из признанных в настоящее время очагов биоразнообразия. Взрослые мухи активны летом (декабрь и февраль). О биологии ничего не известно.